# K2-3
K2-3, também conhecida como EPIC 201367065, é uma estrela anã vermelha localizada a cerca de 137 anos-luz (45 pc de distância a partir da Terra, na constelação Leo. Esta estrela possui três planetas conhecidos. Todos são superterras, e a mais externa está na zona habitável de K2-3.
A estrela de baixa massa é brilhante nas proximidades, o que torna este sistema um excelente laboratório para determinar as massas dos exoplanetas através de espectroscopia Doppler e para determinar suas composições atmosféricas através de espectroscopia de trânsito.

## Sistema planetário
O sistema planetário é composto pelo menos três exoplanetas confirmados. Ambos os planetas são superterras que foram descobertos através do método de trânsito pela sonda espacial Kepler, durante a sua missão estendida K2, Campanha 1.